# Bách thanh mào trắng phương bắc
Bách thanh mào trắng phương bắc hay Bách thanh mông trắng (danh pháp hai phần: Eurocephalus rueppelli là một loài chim thuộc Họ Bách thanh (Laniidae).. Loài này sinh sống ở rừng cây bụi khô, bán sa mạc, và đất trồng cây keo mở ở đông Phi từ phía đông nam Sudan và miền nam Ethiopia Tanzania. Tên nhị thức của loài này được đặt để kỷ niệm nhà tự nhiên học người Đức và thám hiểm Eduard Rüppell.

## Mô tả
Bách thanh mào trắng phương bắc có kích thước dài 19–23 cm. Con trưởng thành có mào và đít trắng, viền mắt màu đen, lưng màu nâu và đôi cánh và đuôi màu đen. Cổ họng, ngực và bụng có màu trắng, và hai bên sườn có màu nâu. Con trống con mái tương tự, nhưng con non có chóp đầu màu nâu, bên đầu trắng, và ngực màu xám. Cách chúng bay giống như con vẹt.